# Exportação temporária
A exportação temporária é um regime aduaneiro no qual é concedida a retirada de produtos do país, com a isenção de pagamento dos tributos que envolvem o processo de exportação. Esta atividade possui aplicabilidade somente quando os produtos possuem um prazo pré-determinado para seu retorno ao local de origem, no mesmo estado no qual foi exportado anteriormente.

## Exportação temporária para aperfeiçoamento passivo
Outro recurso existente é o regime de exportação temporária para aperfeiçoamento passivo, no qual é permitida a saída do produto de um país a outro, por tempo determinado, com o objetivo de transformação, elaboração, beneficiamento ou montagem e sendo assim, sua futura reimportação trata-se de um produto final alterado, tendo seus tributos cobrados sobre o valor agregado ao mesmo.
Este tipo de atividade aplica-se aos seguintes objetivos:
- Produtos para exposição em feiras ou competições no exterior;
- Mercadorias industrializados que necessitam de reparos ou restauração;
- Animais, com o intuito de reprodução ou para outras necessidades;
- Veículos para utilização do proprietário;
- Matérias-primas, insumos ou minérios, para recuperação, transformação ou beneficiamento.

## Solicitação de exportação temporária
O benefício do regime de exportação temporária pode ser solicitada juntamente à repartição que jurisdiciona o local em que será efetuado o processo, sendo portos, aeroportos ou fronteiras de exportação de bens à outros países.

## Inspeção de mercadorias
A conferência das mercadorias com base nos documentos apresentados deve ser realizada no estabelecimento do exportador ou em qualquer outro local em que, havendo o conhecimento das autoridades competentes, a decisão possa outorgada.